# Daire mac Forgo
Daire mac Forgo – legendarny król Ulaidu z dynastii Milezjan (linia Ira, syna Mileda) w latach 270-199 p.n.e. Syn Forga mac Fedlimid, wnuka Uamanchana, króla Ulaidu.
Objął tron Ulaidu po swym stryju Fiachnie I mac Fedlimid. Informacje o nim czerpiemy ze źródeł średniowiecznych, np. „Laud Misc. 610” z XV w., gdzie zanotowano na jego temat: Dare m[a]c Forgo m[ei]c Fedlimt[h]e .lxxi. blī[adn]a (fol. 107 a 24). Dowiadujemy się z tego źródła, że panował siedemdziesiąt jeden lat (małymi literami rzymska cyfra LXXI) nad Ulaidem z Emain Macha. Jego następcą został brat stryjeczny Enna I mac Rocha. Daire pozostawił po sobie syna Bacceda (Baiceda), a przez niego wnuka Finnchada, przyszłego króla Ulaidu.